# Hondenbescherming
De Hondenbescherming is een Nederlandse dierenbeschermingsvereniging, die zich op het welzijn van honden richt. Zij neemt deel in de  Inspectiedienst voor gezelschapsdieren, die optreedt ter voorkoming en bij meldingen van dierenmishandeling en verwaarlozing. De dienst werkt ook nauw samen met de Dierenbescherming en de Algemene Inspectiedienst en heeft per provincie een inspecteur in dienst met buitengewone opsporingsbevoegdheid.

## Geschiedenis
De Hondenbescherming is opgericht in 1912 als de Anti Trekhonden Bond. Na de 2e Wereldoorlog werd de naam veranderd in Anti Trek- en Kettinghondenbond. Het voornaamste doel was om de trekhond uit het straatbeeld te verbannen. In 1962 trad de wet in werking die het houden van trekhonden verbood. Nu de trekhond inmiddels geheel verdwenen is en het aantal kettinghonden drastisch verminderd, richt de Hondenbescherming zich op het algemeen welzijn van honden in Nederland.
In 2012 kreeg de vereniging het predicaat Koninklijk.

## Activiteiten
De vereniging stelt zich ten doel het welzijn van honden te verbeteren in Nederland. Ze doet dit onder andere door: 
- controles uit te voeren en op te treden bij gevallen van mishandeling en verwaarlozing van honden
- honden te helpen als er een concrete noodsituatie ontstaat
- materiële steun te bieden aan opvangcentra en asielen
- een seniorenopvang te onderhouden waar oudere honden van een rustige oude dag kunnen genieten
- voorlichting te geven over het hebben en houden van honden
- juridisch advies te bieden
- zich in te zetten – in samenwerking met andere organisaties - om effectieve diervriendelijke regelgeving te realiseren